# فریدر بیرزله
فریدر بیرزله (انگلیسی: Frieder Birzele؛ زادهٔ ۱۷ ژانویهٔ ۱۹۴۰) یک سیاست‌مدار اهل آلمان است. او از اعضای حزب سوسیال دموکرات آلمان(SPD) می‌باشد.